# Octamethyltrisiloxan
Octamethyltrisiloxan ist eine chemische Verbindung aus der Gruppe der Siloxane.

## Gewinnung und Darstellung
Octamethyltrisiloxan entsteht bei Kontakt von Chlortrimethylsilan und Dichlordimethylsilan (2:1) mit Wasser, wobei diese zunächst unter Wärmeentwicklung und Bildung von Chlorwasserstoff zu Trimethylsilanol und Dimethylsilandiol hydrolysieren. Diese sind unbeständig und kondensieren unter Wasserabspaltung zu Octamethyltrisiloxan.

## Eigenschaften
Octamethyltrisiloxan ist eine klare, transparente, viskose Flüssigkeit.
Es besteht aus zwei M-Einheiten und einer D-Einheit (MDM).
Die Dämpfe von Octamethyltrisiloxan können mit Luft ein explosionsfähiges Gemisch (Flammpunkt 29 °C) bilden.

## Verwendung
Octamethyltrisiloxan wird in der Kosmetikindustrie verwendet. Es dient auch als Arbeitsmittel in ORC-Turbinen.

## Risikobewertung
Octamethyltrisiloxan wurde 2015 von der EU gemäß der Verordnung (EG) Nr. 1907/2006 (REACH) im Rahmen der Stoffbewertung in den fortlaufenden Aktionsplan der Gemeinschaft (CoRAP) aufgenommen. Hierbei werden die Auswirkungen des Stoffs auf die menschliche Gesundheit bzw. die Umwelt neu bewertet und ggf. Folgemaßnahmen eingeleitet. Ursächlich für die Aufnahme von Octamethyltrisiloxan waren die Besorgnisse bezüglich Verbraucherverwendung und weit verbreiteter Verwendung sowie der Gefahren ausgehend von einer möglichen Zuordnung zur Gruppe der PBT/vPvB-Stoffe. Die Neubewertung fand ab 2015 statt und wurde von Norwegen durchgeführt. Anschließend wurde ein Abschlussbericht veröffentlicht.